# Crèvecœur-en-Auge
Crèvecœur-en-Auge ist eine Ortschaft im französischen Département Calvados in der Normandie. Die bisher eigenständige Gemeinde ging mit Wirkung vom 1. Januar 2017 in der neu gebildeten Gemeinde Mézidon Vallée d’Auge, einer Commune nouvelle, auf. Nachbarorte sind Notre-Dame-d’Estrées-Corbon im Westen und im Nordwesten, Saint-Laurent-du-Mont im Norden und im Nordosten, Notre-Dame-de-Livaye im Osten und im Südosten und Saint-Loup-de-Fribois im Süden und im Südwesten.

## Bevölkerungsentwicklung
| Jahr      | 1962 | 1968 | 1975 | 1982 | 1990 | 1999 | 2008 |
| --------- | ---- | ---- | ---- | ---- | ---- | ---- | ---- |
| Einwohner | 526  | 537  | 489  | 515  | 554  | 502  | 517  |

## Sehenswürdigkeiten
Im örtlichen Schloss Crèvecœur ist seit den 1980er Jahren das Museum der Familie Schlumberger untergebracht, welches das Leben der Familie und ihrer Firmen dokumentiert.